# Amania angustifrons
Amania angustifrons är en insektsart som först beskrevs av Melichar 1905.  Amania angustifrons ingår i släktet Amania och familjen Derbidae. Inga underarter finns listade i Catalogue of Life.